# Zapadka sosnkówka
Zapadka sosnkówka (Aphthona cyparissiae) – gatunek chrząszcza z rodziny stonkowatych i podrodziny pchełek ziemnych.
Gatunek tan opisany został w 1803 roku przez Carla Ludwiga Kocha jako Haltica cyparissiae.
Chrząszcz o ciele długości od 2,8 do 4 mm, ubarwiony brunatnawożółto, często z przyciemnionymi wzdłuż szwu pokrywami, rzadziej z przyciemnioną tarczką. Warga górna zwykle jasna. Punktowanie przedplecza bardzo delikatne, pokryw drobne, ale wyraźne. Samiec ma wcięty u wierzchołka edeagus z bruzdą na brzusznej stronie pośrodku zanikłą na ponad połowie długości narządu. 
Owad ten zasiedla pobrzeża lasów, łąki, murawy, ugory i przydroża. Jego roślinami żywicielskimi są wilczomlecze. Najczęściej spotykany na wilczomleczu sosnce. Ponadto notowany z takich gatunków jak E. esula, E. helioscopia, E. pannonica, E. seguierana i E. virgata, E. gerardiana, E. peplus. Odgrywa pożyteczną rolę w zwalczaniu wilczomlecza lancetowatego (E. esula) i w tym celu introdukowany został do Ameryki Północnej.
Rozprzestrzeniony w Europie od Hiszpanii przez środkową, południową i wschodnią Europę po Rosję, Turcję i Zakaukazie. Na północ sięga do Polski i Ukrainy. Na Łotwie notowany ponad 130 lat temu. W Polsce spotykany na zachód od Wisły, zastępujący A. nigriscutis. Stanowiska na wschód od Wisły wymagają potwierdzenia. W Ameryce introdukowany do USA i Kanady.